# Kurt Oppelt
Pour les articles homonymes, voir Oppelt.
Kurt Oppelt, né le 18 mars 1932 à Vienne et mort le 16 septembre 2015 près d'Orlando, est un patineur artistique autrichien. Il a d'abord concouru en individuel, puis dès 1951, il a patiné en couple avec Sissy Schwarz. Avec elle, il a été champion olympique, du monde et d'Europe.

## Palmarès
| Compétitions en individuel | 1951 | 1952 | 1953 | 1954 | 1955 | 1956 |
| -------------------------- | ---- | ---- | ---- | ---- | ---- | ---- |
| Jeux olympiques d'hiver    |      | 11e  |      |      |      |      |
| Championnats du monde      |      |      | 11e  |      |      |      |
| Championnats d’Europe      |      |      | F    |      |      |      |
| Championnats d'Autriche    | 3e   | 3e   | 2e   |      |      |      |
|                            |      |      |      |      |      |      |
| Compétitions en couple     | 1951 | 1952 | 1953 | 1954 | 1955 | 1956 |
| Jeux olympiques d'hiver    |      | 9e   |      |      |      | 1er  |
| Championnats du monde      |      | 7e   | 6e   | 3e   | 2e   | 1er  |
| Championnats d’Europe      |      | 7e   | 3e   | 2e   |      | 1er  |
| Championnats d'Autriche    |      | 1er  | 1er  | 1er  | 1er  | 1er  |
| Légende : F = Forfait      |      |      |      |      |      |      |